# 巨鼻木紋龜
巨鼻木紋龜（學名：Rhinoclemmys nasuta）是木紋龜屬下的一種龜，發現於哥倫比亞和厄瓜多爾。